# Galerie Luise
De Galerie Luise is een exclusieve winkelpassage in Hannover en werd geopend in 1987.

## Ligging
De winkelpassage is gelegen in de wijk Mitte, in het stadscentrum, tussen het centraal station en het operagebouw, ongeveer 200 meter van het plein Kröpcke.  

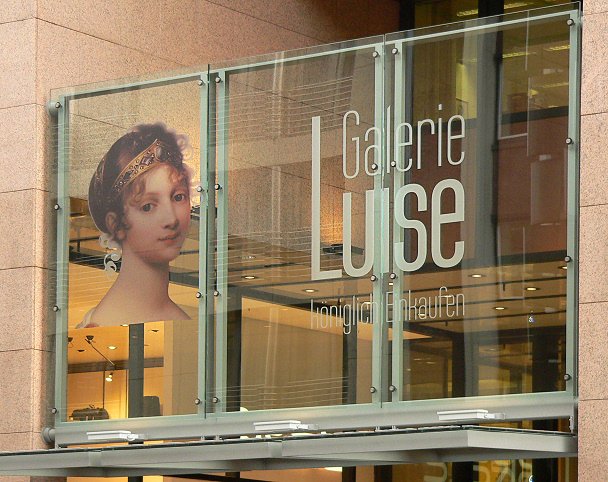
Ingang aan de Luisenstraße

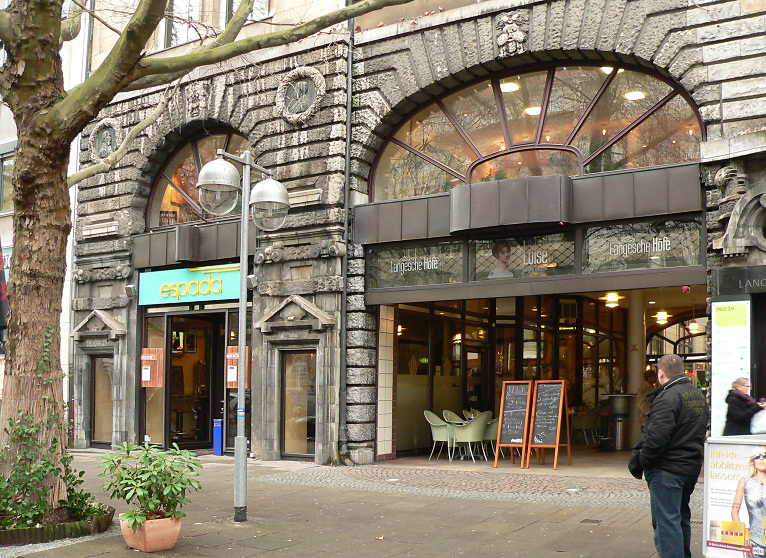
Entree vanaf de Theaterstraße in het handelsgebouw met een prachtige gevel

## Geschiedenis
De Galerie Luise werd na een bouwtijd van twee jaar geopend in 1987. Het binnenste gedeelte is gelegen op het laatste braakliggende grondstuk dat tot dan toe werd gebruikt als parkeerplaats en opslagterrein. 
Het uitgangspunt bij het ontwerpen van de winkelpassage was een groot handelsgebouw aan de Theaterstraße met een jugendstilgevel. Sinds de eeuwwisseling waren hier een bedrijf voor huishoudelijke artikelen en kantoorbenodigdheden gevestigd.  
Tijdens de Tweede Wereldoorlog werd het gebouw zwaar beschadigd. Tijdens een geallieerde luchtaanval op Hannover op 26 juli 1943 veroorzaakten brandbommen een brand op zolder, die de dakconstructie en de geveltorens verwoestte. Verdere oorlogsschade werd veroorzaakt door fosforbommen tijdens een bombardement op 8 oktober 1943. Tussen 1948 en 1952 werd het gebouw hersteld in de oorspronkelijke bouwstijl.  
De passage met glazen dak verbindt de Theaterstraße en de Luisenstraße. De winkelpassage strekt zich uit over drie vleugels met een lengte van 155 m en een hoogte van 12 m. In het centrum is een glazen koepel. In 2008 heeft een grote renovatie plaatsgevonden. 
In 2019 werd het winkelcentrum gekocht door de vastgoedontwikkelaar Momeni van de Accom Gruppe. De nieuwe eigenaar wil het centrum weer nieuw leven inblazen.

## Gebruik
In de winkelpassage zijn ongeveer 35 exclusieve winkels op een winkelgebied van 4900 m². Er zijn voor heren- en damesmodeboetieks, schoenenmode en enkele restaurants. Het gebouwencomplex beschikt daarnaast over circa 10.000 m² kantoorruimte en een ondergrondse parkeergarage met 4 verdiepingen en circa 470 parkeerplaatsen. De winkels in de passage organiseren evenementen zoals Moonlight Shopping met winkelen tot middernacht. 